# Playa El Agua
Playa El Agua es el nombre de una playa y desarrollo turístico más famoso de la Isla de Margarita, en Nueva Esparta, en el mar Caribe de Venezuela.

## Detalles
La playa es de cuatro kilómetros de largo y 30 metros de ancho de arena fina, con palmeras grandes que dan cobijo a numerosos restaurantes que ofrecen sus servicios directamente a las sillas ubicadas en la arena. 
El boulevard de playa El Agua se extiende por aproximadamente dos millas (tres km). Aunque hay tramos abiertos, la mayoría de los lugares junto al mar están llenos de restaurantes y tiendas. Esta playa se ve favorecida por la concurrencia a los locales de visitantes extranjeros.

## Galería

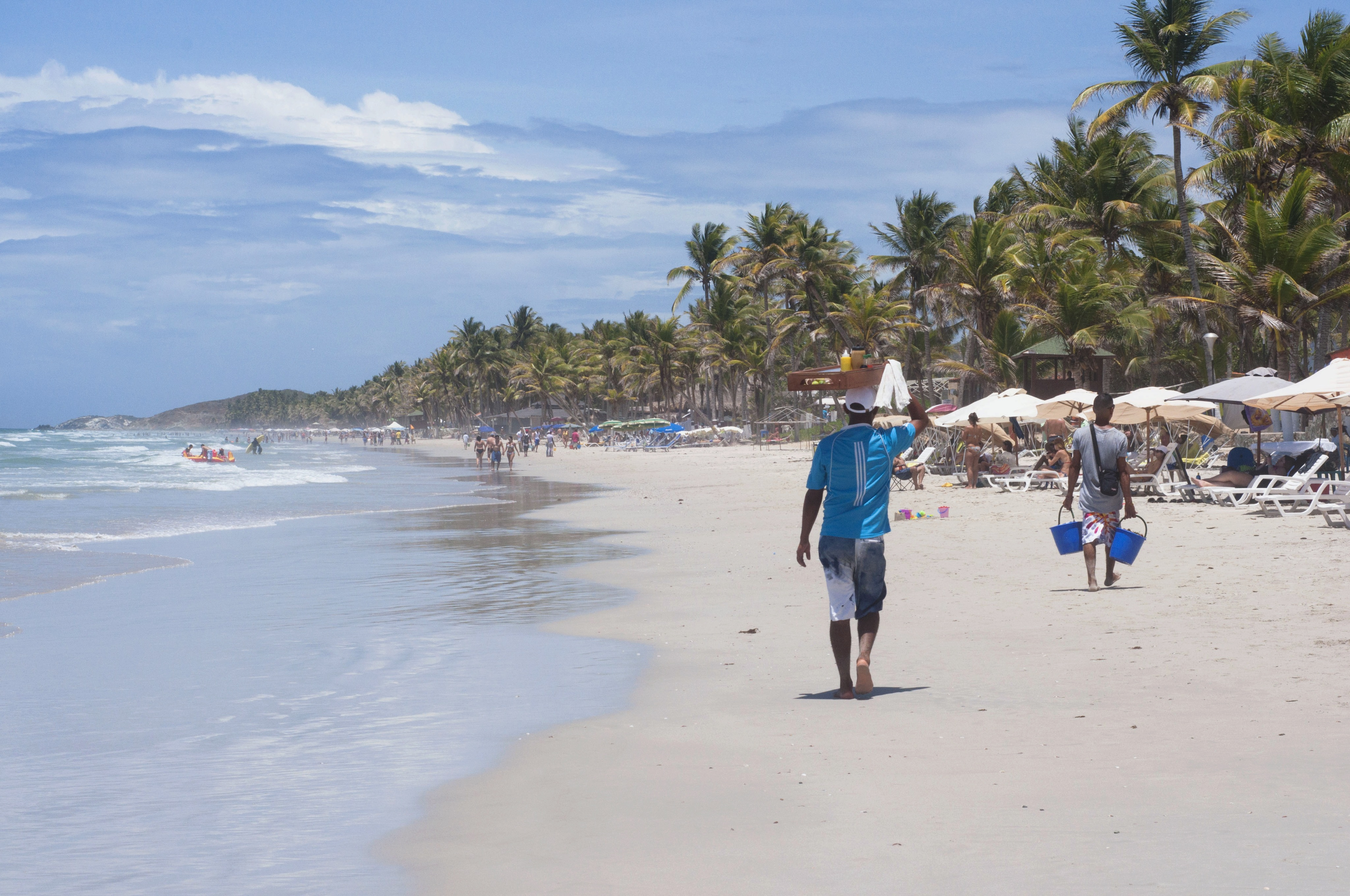
Vista de playa El Agua.
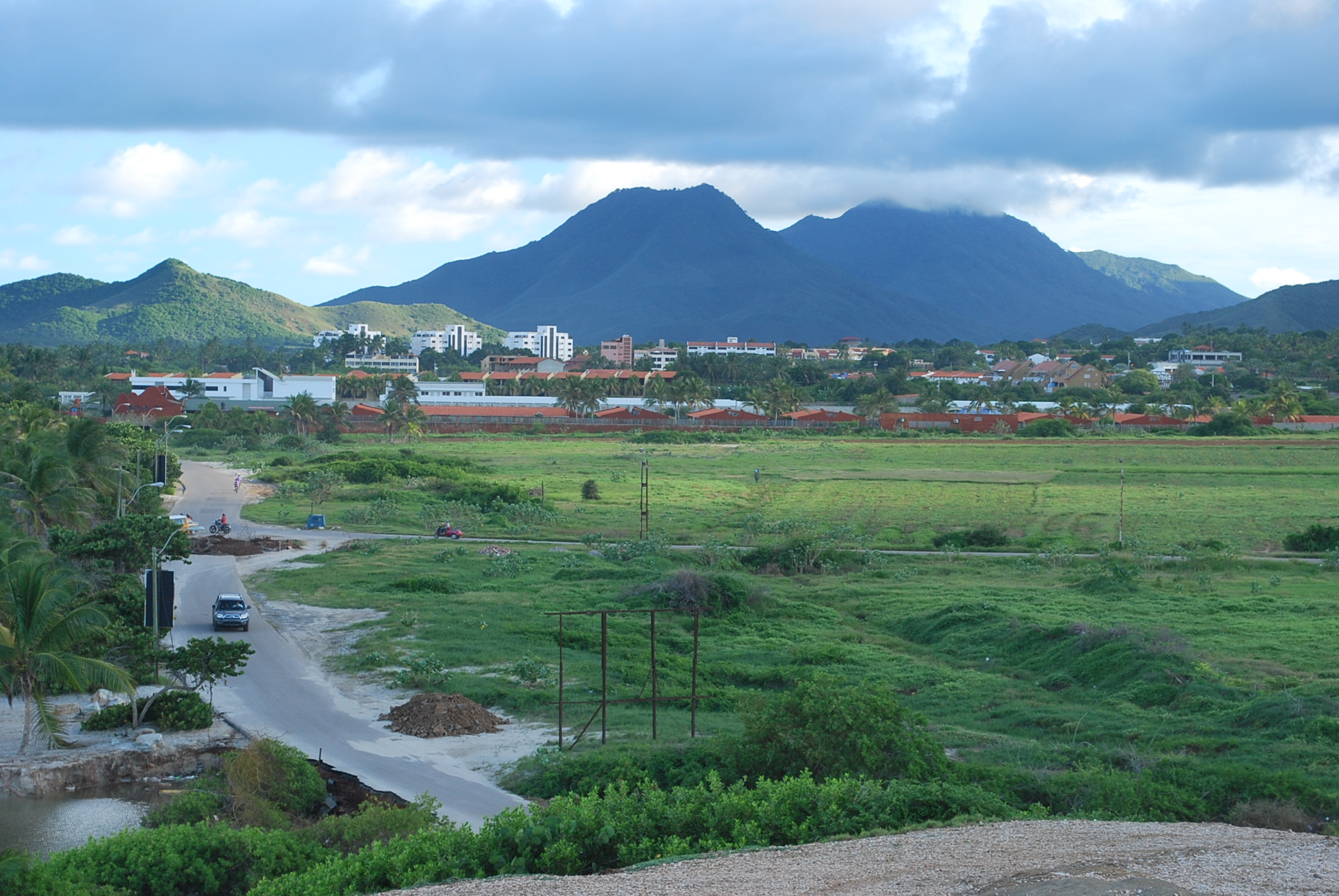
Paisaje de camino a playa El Agua.
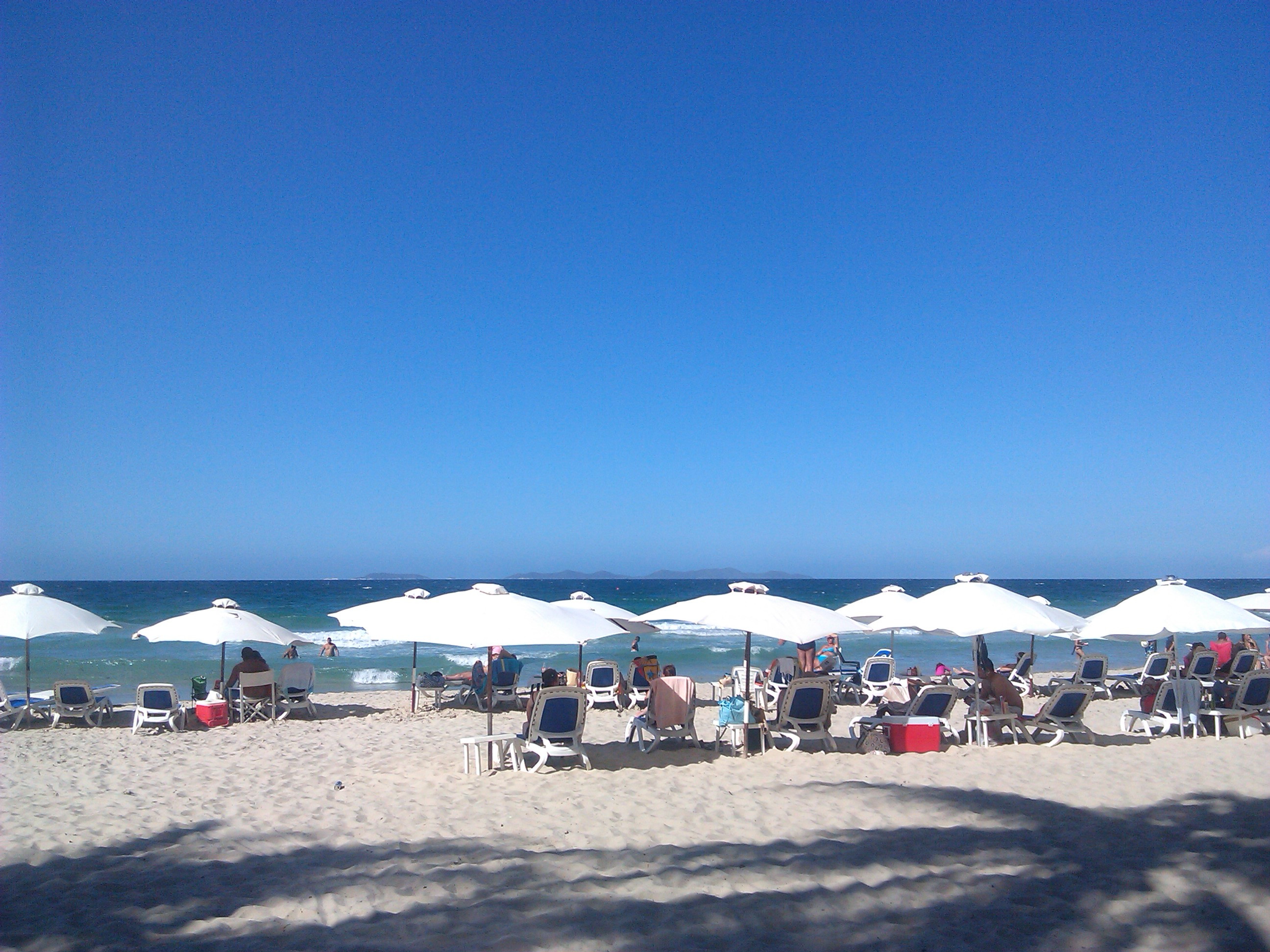
Playa El Agua en 2013.
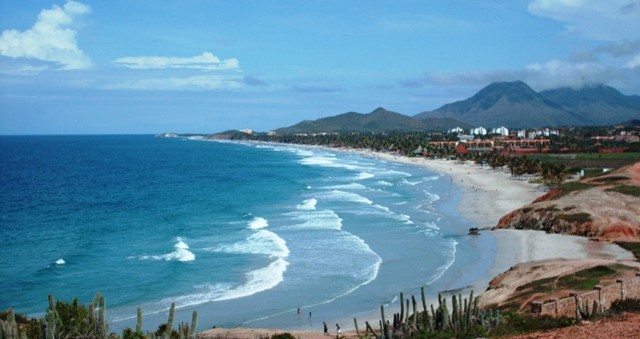
Vista de playa El Agua.